# سوهورانغ وباندابي
سوهورانغ (هانغل: 수호랑) و باندابي (هانغل: 반다비) هما التعويذتان الرسميتان ألتان استخدمتا لدورة الألعاب الأولمبية الشتوية 2018 في بيونغتشانغ في كوريا الجنوبية، سوهورانغ هو ببر أبيض، أما باندابي هو دب أسود آسيوي، تم عرضهم في سنة 2014 وتم اعتمادهم رسمياً من اللجنة الأولمبية الدولية في يونيو 2016.

## معرض صور

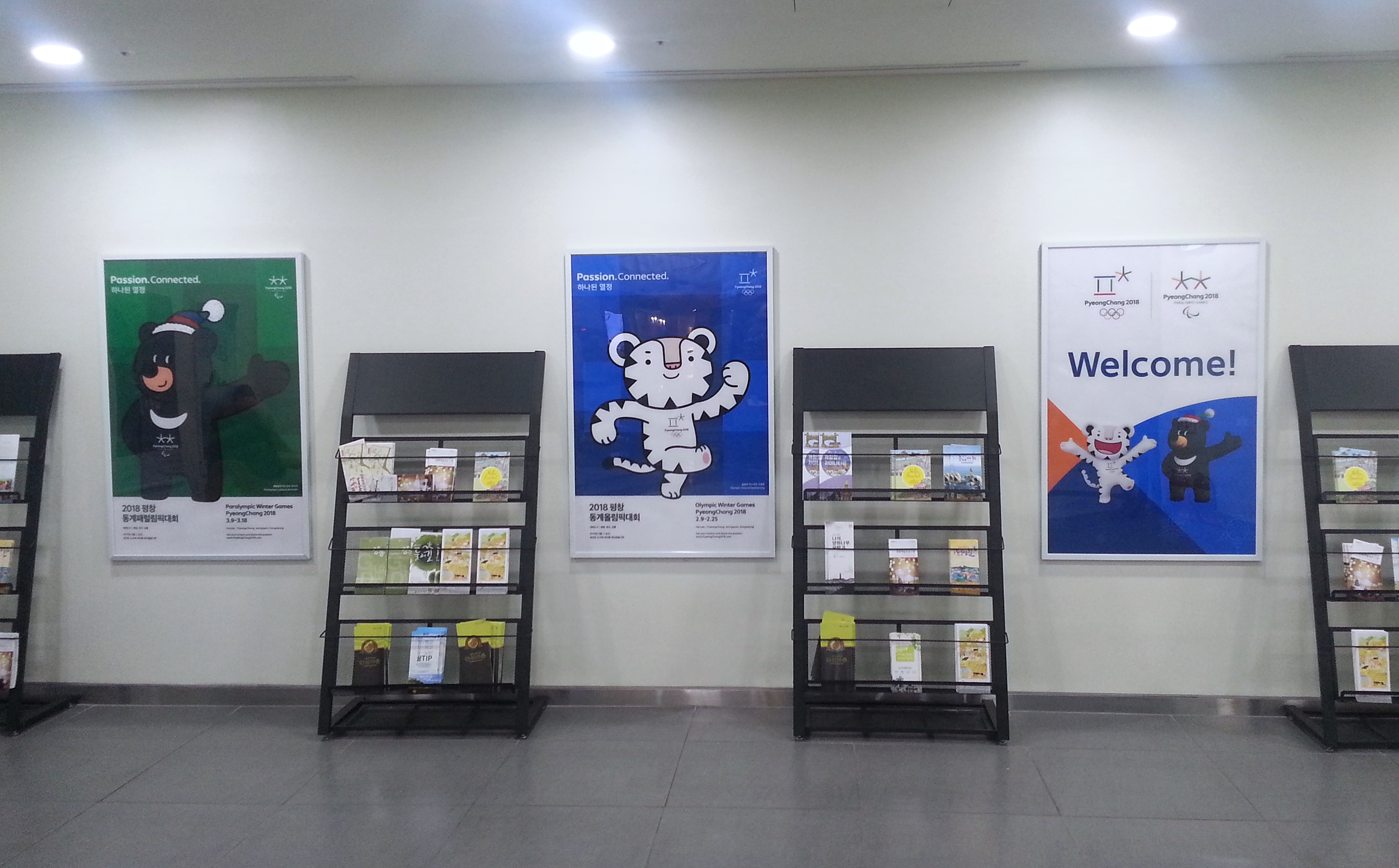
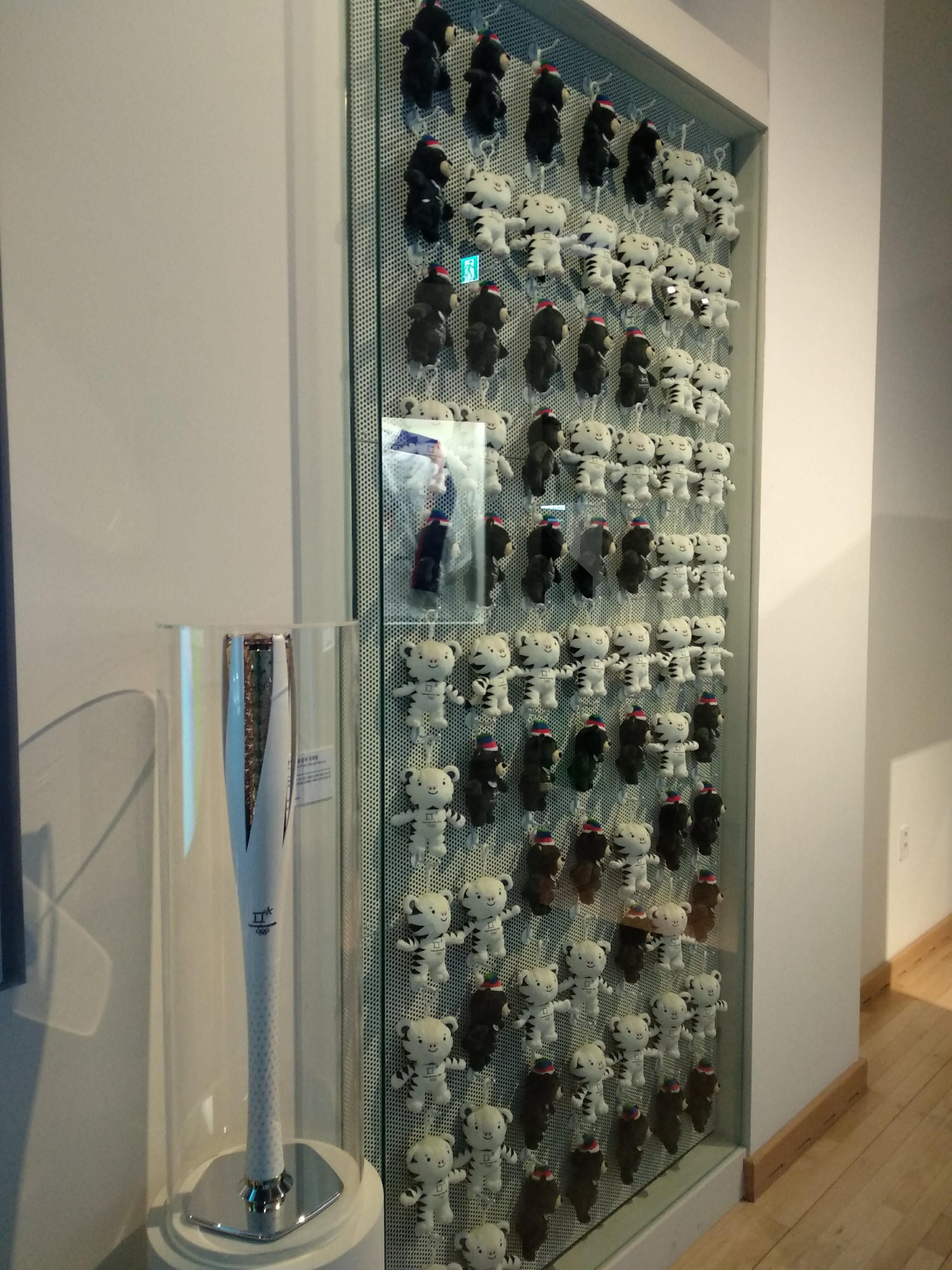
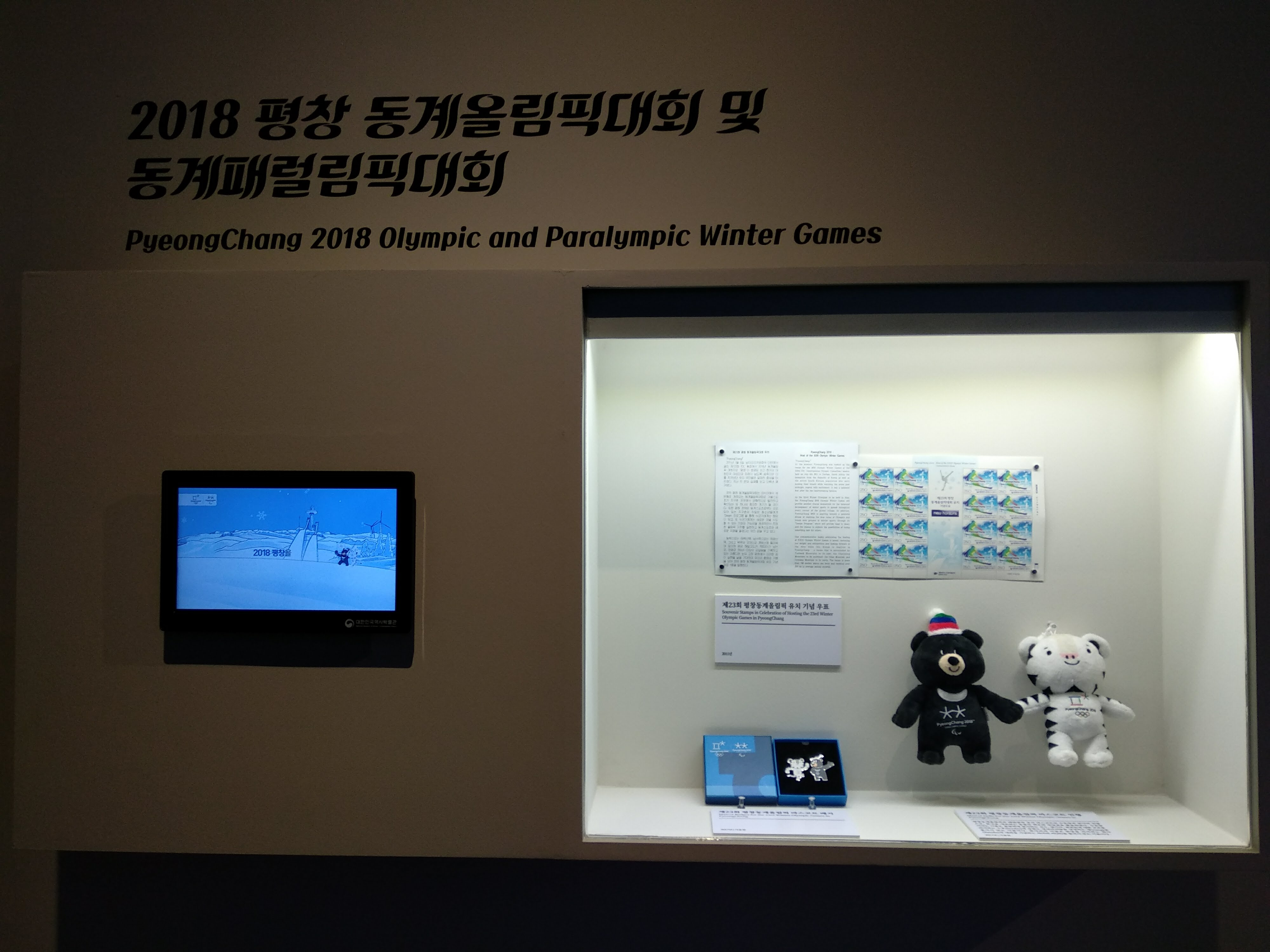